# Czesław Nosal
Czesław Sławomir Nosal (ur. 30 października 1942 w Wojtkowej) – polski psycholog, profesor zwyczajny. Specjalizuje się m.in. w psychologii poznawczej i różnic indywidualnych (inteligencja, zdolności specjalne, style poznawcze, typy umysłu), psychologii twórczości, kształcenia, mediów i zarządzania.

## Życiorys
Jest absolwentem Liceum Pedagogicznego w Kłodzku, które ukończył w 1961 roku. Studiował na Uniwersytecie im. Adama Mickiewicza w Poznaniu, tytuł magistra psychologii uzyskał w 1966 roku. W 1971 na Wydziale Filozoficzno-Historycznym UAM otrzymał stopień doktora nauk humanistycznych. W 1980 roku habilitował się na Wydziale Psychologii Uniwersytetu Warszawskiego. Tytuł profesora otrzymał 15 czerwca 1990 roku.
W trakcie swojej kariery naukowej pracował m.in. na Uniwersytecie im. A. Mickiewicza (1966–1972), następnie na Politechnice Wrocławskiej (1972–2009), gdzie kierował Zakładem Psychologii Zarządzania i Zachowań Konsumenckich, a w latach 1980–1986 pełnił funkcję zastępcy dyrektora ds. badań naukowych i współpracy z przemysłem), na Uniwersytecie Zielonogórskim, Uniwersytecie Wrocławskim, Uniwersytecie Opolskim, a także w Wyższej Szkole Umiejętności Społecznych i Wyższej Szkole Zarządzania i Finansów we Wrocławiu. Był również członkiem (od 1994) Centralnej Komisji do Spraw Stopni i Tytułów.
Aktualnie jest wykładowcą i kierownikiem Katedry Psychologii Poznawczej i Różnic Indywidualnych Uniwersytetu SWPS na II Wydziale Psychologii we Wrocławiu. Od 1984 jest członkiem Komitetu Psychologii PAN.
Pełni funkcję Głównego Psychologa Mensy Polskiej od 1989 roku, tj. od momentu jej powstania. Jest autorem prac dotyczących inteligencji i psychologii zarządzania oraz nowej metody diagnozy typów umysłu na podstawie teorii Carla Gustava Junga. W 1997 roku otrzymał Medal Komisji Edukacji Narodowej. W 2000 roku został odznaczony Krzyżem Kawalerskim Orderu Odrodzenia Polski za wybitne zasługi w pracy naukowo-badawczej. Wielokrotnie otrzymywał ponadto nagrodę Ministra Nauki i Szkolnictwa Wyższego. Dwukrotnie zdobył nagrodę główną za popularyzację nauki przyznaną przez miesięcznik „Problemy” i „Wiedza i Życie”. Od ponad 35 lat współpracuje z miesięcznikiem „Nowe Książki”, recenzując książki z psychologii.

## Ważniejsze publikacje
- Psychologiczne modele umysłu (1990)
- Diagnoza typów umysłu: Rozwinięcie i zastosowanie teorii Junga (1992)
- Psychologia decyzji kadrowych (1999)
- Psychologia myślenia i działania menedżera (2001)[1][11]
- Psychologia poznania naukowego: Umysły i problemy (2007)
- The structure and regulative function of cognitive styles: A new theory (2009)
- Interakcja inteligencji i intuicji: Nowa teoria funkcjonowania umysłu (2011)
- Umysł w świecie fałszywych proroków (2019)